# Saint-Saire
Saint-Saire är en kommun i departementet Seine-Maritime i regionen Normandie i norra Frankrike. Kommunen ligger i kantonen Neufchâtel-en-Bray som tillhör arrondissementet Dieppe. År 2022 hade Saint-Saire 579 invånare.

## Befolkningsutveckling
Antalet invånare i kommunen Saint-Saire
| Referens: INSEE |